# Silene grandiflora
Silene grandiflora är en nejlikväxtart som beskrevs av Adrien René Franchet. Silene grandiflora ingår i släktet glimmar, och familjen nejlikväxter. Inga underarter finns listade i Catalogue of Life.